# Ангела Хаджигеоргиева
Ангела Хаджигеоргиева (изписване до 1945 година: Ангела хаджи Георгиева), известна като Баба Хаджийка, е българска общественичка и благодетелка от Македония.

## Биография
Родена е в 1850 година в драмското село Просечен, тогава в Османската империя, днес Просоцани, Гърция. Женена е за възрожденския общественик Георги Попиванов и ражда синовете Иван (1875 - 1902) и Илия (1882 - 1909) Хаджигеоргиеви, сетне видни български общественици и търговци на тютюн, както и други деца, починали в невръстна възраст. След смъртта на съпруга си и сина си Илия, поема семейния бизнес с търговия на тютюн, като след Междусъюзническата война го прехвърля в Пловдив и го отдава на братовия си син Дичо Гичев. В къщата си на ул. „Гладстон“ №13 отваря трапезария за сираци и бежанци от Македония. През 1923 година дарява къщата си на Съюза на македонските емигрантски организации.
Умира в Пловдив през 1933 година.